# Pseudatrichia albocincta
Pseudatrichia albocincta är en tvåvingeart som beskrevs av Van Duzee 1926. Pseudatrichia albocincta ingår i släktet Pseudatrichia och familjen fönsterflugor.
Artens utbredningsområde är Kalifornien. Inga underarter finns listade i Catalogue of Life.